# Episodi di Blue Bloods (terza stagione)
La terza stagione della serie televisiva Blue Bloods è stata trasmessa in prima visione negli Stati Uniti d'America da CBS dal 28 settembre 2012 al 10 maggio 2013.
In lingua italiana, Rai 2 ha trasmesso in chiaro in Italia i primi nove episodi della stagione, dal 26 febbraio al 23 aprile 2013; il 10 e 17 settembre 2013 ha trasmesso gli episodi 10 e 11, mentre i restanti episodi sono trasmessi dal 16 gennaio al 13 marzo 2014. Nella Svizzera italiana la stagione ha invece debuttato su RSI LA2 il 17 marzo 2013; dal 2 giugno al 15 settembre 2013, l'emittente svizzera ha trasmesso la stagione in prima visione assoluta in italiano, a partire dal decimo episodio.
| nº | Titolo originale     | Titolo italiano             | Prima TV USA      | Prima TV in italiano |
| -- | -------------------- | --------------------------- | ----------------- | -------------------- |
| 1  | Family Business      | Affari di famiglia          | 28 settembre 2012 | 26 febbraio 2013     |
| 2  | Domestic Disturbance | Violenza domestica          | 5 ottobre 2012    | 5 marzo 2013         |
| 3  | Old Wounds           | Vecchie ferite              | 12 ottobre 2012   | 12 marzo 2013        |
| 4  | Scorched Earth       | Terra bruciata              | 19 ottobre 2012   | 19 marzo 2013        |
| 5  | Risk and Reward      | Rischio e ricompensa        | 26 ottobre 2012   | 25 marzo 2013        |
| 6  | Greener Grass        | Nuove possibilità           | 2 novembre 2012   | 2 aprile 2013        |
| 7  | Nightmares           | Incubi                      | 9 novembre 2012   | 9 aprile 2013        |
| 8  | Higher Education     | Educazione superiore        | 30 novembre 2012  | 16 aprile 2013       |
| 9  | Secrets and Lies     | Segreti e bugie             | 7 dicembre 2012   | 23 aprile 2013       |
| 10 | Fathers and Sons     | Basta un attimo             | 4 gennaio 2013    | 2 giugno 2013        |
| 11 | Front Page News      | Prima pagina                | 11 gennaio 2013   | 9 giugno 2013        |
| 12 | Framed               | In trappola                 | 18 gennaio 2013   | 30 giugno 2013       |
| 13 | Inside Jobs          | Il primo emendamento        | 1º febbraio 2013  | 30 giugno 2013       |
| 14 | Men in Black         | Uomini in nero              | 8 febbraio 2013   | 7 luglio 2013        |
| 15 | Warriors             | Guerrieri                   | 15 febbraio 2013  | 14 luglio 2013       |
| 16 | Quid Pro Quo         | Equivoco                    | 22 febbraio 2013  | 28 luglio 2013       |
| 17 | Protest Too Much     | Reazioni eccessive          | 8 marzo 2013      | 4 agosto 2013        |
| 18 | No Regrets           | Nessun rimpianto            | 15 marzo 2013     | 11 agosto 2013       |
| 19 | Loss of Faith        | Perdere la fede             | 5 aprile 2013     | 18 agosto 2013       |
| 20 | Ends and Means       | Il fine giustifica i mezzi? | 12 aprile 2013    | 25 agosto 2013       |
| 21 | Devil's Breath       | Il respiro del diavolo      | 26 aprile 2013    | 1º settembre 2013    |
| 22 | The Bitter End       | Giudizio finale             | 3 maggio 2013     | 8 settembre 2013     |
| 23 | This Way Out         | Una via d’uscita            | 10 maggio 2013    | 15 settembre 2013    |

## Affari di famiglia
- Titolo originale: Family Business
- Diretto da: Alex Chapple
- Scritto da: Brian Burns

### Trama
Un criminale che nutre rancore e rabbia nei confronti di Danny viene scarcerato e rapisce Jackie. Mentre Jamie viene assegnato a un nuovo partner, Vinny Cruz, Frank si occupa di un agente dopo aver ferito per errore un uomo.

## Violenza domestica
- Titolo originale: Domestic Disturbance
- Diretto da: Michael Pressman
- Scritto da: Ian Biederman

### Trama
Danny e Jackie indagano su un'aggressione ad una donna, e lo stesso Danny è preoccupato per il ritorno di Linda in ospedale.

## Vecchie ferite
- Titolo originale: Old Wounds
- Diretto da: John Polson
- Scritto da: Siobhan Bryne-O'Connor

### Trama
Danny e Jackie indagano su un giustiziere che miete vittime tra gli uomini che hanno stuprato una giovane donna. Erin invece affronta il suo ex marito Jack Boyle in tribunale e Frank si occupa del vincitore del concorso Commissario per un giorno.

## Terra bruciata
- Titolo originale: Scorched Earth
- Diretto da: Peter Werner
- Scritto da: Dwan DeNoon

### Trama
Danny e Jackie indagano sull'omicidio di una giovane sposa, ma vengono tirati fuori per proteggere un dittatore di una nazione sudamericana. Vinny arresta un giovane che si rivela fondamentale per le indagini sulla sparatoria tra gang, ma Jamie è preoccupato che il suo partner abbia eseguito un arresto ingiustificato del sospettato mettendo a repentaglio il caso.

## Rischio e ricompensa
- Titolo originale: Risk and Reward
- Diretto da: Ralph Hemecker
- Scritto da: Thomas Kelly

### Trama
Frank assegna a Danny un caso di un rapimento di un detective dell'unità intelligence per mano del cartello della droga asiatico. Henry fa un giro con Jamie e Vinny nell'auto della polizia.

## Nuove possibilità
- Titolo originale: Greener Grass
- Diretto da: Martha Mitchell
- Scritto da: Daniel Truly

### Trama
Danny organizza un lavoro di protezione per un testimone chiave di Erin nel caso contro un medico, mentre Jamie e Vinny arrestano dei sospettati in un'operazione antidroga e Frank affronta Henry sulle sue capacità di guida e cerca di convincere suo padre a consegnargli le chiavi.

## Incubi
- Titolo originale: Nightmares
- Diretto da: John Polson
- Scritto da: Kewin Wade

### Trama
Danny e la sua nuova partner Kate Lansing indagano sull'omicidio di un uomo vestito da prete per Halloween, mentre Erin e Nicky portano Sean e Jack a fare "dolcetto o scherzetto". Nel frattempo Frank chiede aiuto al padre per convincere una donna a ritrattare la sua storia per estorsione e Jackie lascia per un po' il lavoro per lo stress.

## Educazione superiore
- Titolo originale: Higher Education
- Diretto da: Robert Harmon
- Scritto da: Ian Biederman

### Trama
Danny e Kate indagano sull'omicidio di uno studente universitario che spacciava droga nel campus, invece Jamie rincontra una sua ex amica del college che aiuta i senzatetto.

## Segreti e bugie
- Titolo originale: Secrets and Lies
- Diretto da: David M. Barrett
- Scritto da: Siobhan Bryne-O'Connor

### Trama
Linda aiuta Danny e Kate in un caso, invece Henry viene aggredito a un bancomat e Jamie combatte la sua rabbia quando incontra il colpevole.

## Padri e figli
- Titolo originale: Fathers and Sons
- Diretto da: Michael Pressman
- Scritto da: Brian Burns

### Trama
Sean viene ricoverato in ospedale dopo essere caduto dalla bicicletta. Danny è alle prese con un cecchino che sta sparando agli automobilisti che guidano auto che consumano molto carburante.

## Prima pagina
- Titolo originale: Front Page News
- Diretto da: Robert Harmon
- Scritto da: Dawn DeNoon

### Trama
Jamie affronta le conseguenze emotive delle sue azioni sul lavoro, dopo aver ucciso un uomo che rappresentava una minaccia per il quartiere, invece Danny indaga su un suicidio per aiutare Jamie a superare il trauma. 

## In trappola
- Titolo originale: Framed
- Diretto da: David M. Barrett
- Scritto da: Daniel Truly

### Trama
Danny indaga su alcune aggressioni e lui e Kate scoprono che le vittime si erano affidate allo stesso allibratore.

## Il primo emendamento
- Titolo originale: Inside Jobs
- Diretto da: Alex Hall
- Scritto da: Kevin Wade

### Trama
Danny e la sua nuova partner Candice McElroy indagano su un uomo aggredito dopo essere scaricato da un taxi; invece Erin viene incaricata da un'imprenditrice di dirigere un ente di beneficenza per la lotta al cancro, ma durante una raccolta fondi viene presto invasa dai topi.

## Uomini in nero
- Titolo originale: Men in Black
- Diretto da: Alex Chapple
- Scritto da: Ian Biederman e Ish Goldstein

### Trama
Un anziano rabbino confessa a Henry in punto di morte che sta rompendo con la tradizione chassidica chiedendo al figlio minore di essere il capo della famiglia, ma quest'ultimo viene ucciso e Danny e il detective Wolf Landsman.

## Guerrieri
- Titolo originale: Warriors
- Diretto da: Oz Scott
- Scritto da: Siobhan Bryne-O'Connor

### Trama
Danny indaga su una sparatoria in cui viene ferito un bambino di 10 anni avvenuto in un edificio pieno di criminali membri di una gang. Invece Frank incontra una musicista turca che lo informa che non tornerà in Turchia per paura che la uccidano.

## Equivoco
- Titolo originale: Quid Quo Pro
- Diretto da: Alex Zakrewski
- Scritto da: Brian Burns

### Trama
Danny arresta un suo amico durante una partita di basket dopo aver preso a pugni un giocatore avversario, mentre Frank viene intervistato da un giornalista che tira fuori una citazione di condanna su di lui che si rivela di essere stata pronunciata da un collega.

## Reazioni eccessive
- Titolo originale: Protest Too Much
- Diretto da: Larry Teng
- Scritto da: Dawn DeNoon

### Trama
Erin e l'intera famiglia Reagan, in mezzo alle proteste vengono presi di mira da un fotografo di un gruppo di protesta, mentre Danny e la sua nuova partner Maria Baez indagano su una giovane coppia che rapina una banca e ruba la pistola di un agente di polizia fuori servizio durante la rapina.

## Nessun rimpianto
- Titolo originale: No Regrets
- Diretto da: David M. Barrett
- Scritto da: Daniel Truly

### Trama
Danny e Baez indagano su una serie di omicidi che sembrano casuali e cercano di trovare una connessione, mentre Jamie cerca di capire perché un ragazzino é corso da lui per chiedere protezione e Frank incontra un suo vecchio amico.

## Perdere la fede
- Titolo originale: Loss of Faith
- Diretto da: James Whitmore Jr.
- Scritto da: Seth Pearlman

### Trama
Danny e Baez indagano sull'omicidio di una studentessa universitaria e ex reginetta del ballo di fine anno. Jamie, Vinny e il sergente Renzulli fanno parte di un gruppo che Frank ha organizzato per rintracciare un ex agente di polizia di New York che ha ucciso un poliziotto di Miami.

## Il fine giustifica i mezzi?
- Titolo originale: Ends and Means
- Diretto da: John Polson
- Scritto da: Ian Biederman

### Trama
L'eccitazione di Erin per essere nominata vice capo dell'ufficio processuale si attenua quando scopre che il suo capo Amanda Harris ha ignorato le prove video in un precedente caso di stupro che avrebbero potuto scagionare il sospettato. Invece Danny e Baez indagano su una sparatoria in cui ha perso la vita uno spacciatore e ferito un altro e Jamie aiuta Sean a costruire un'auto da corsa per gareggiare in una gara annuale.

## Il respiro del diavolo
- Titolo originale: Devil's Breath
- Diretto da: Alex Chapple
- Scritto da: Siobhan Bryne-O'Connor

### Trama
Danny e Baez indagano sull'omicidio di una ragazza, in cui un uomo che aveva i suoi vestiti sporchi di sangue non ricorda nulla di quello che è successo. Contemporaneamente l'agente Peter Grasso sventa una rapina in corso, ma Jamie scopre che l'agente aveva bevuto alla festa di pensionamento. Nicky rischia la sospensione da scuola dopo che è stata trovata a organizzare una protesta contro le perquisizioni casuali degli armadietti e Erin interviene.

## Giudizio finale
- Titolo originale: The Bitter End
- Diretto da: Christine Moore
- Scritto da: Brian Burns

### Trama
Vinny e Jamie rispondono ad una chiamata che li conduce al complesso residenziale dove Vinny è cresciuto, e trovano una giovane donna suicida e il figlio neonato che si é concluso con il suicidio di quest'ultima. Danny invece s'incolpa per non averla protetta ma un leader di una gang uccide Vinny in un'imboscata.

## Una via d'uscita
- Titolo originale: This Way Out
- Diretto da: Peter Werner
- Scritto da: Kevin Wade

### Trama
In seguito all'omicidio di Vinny, il sindaco Poole tiene un'assemblea cittadina ai Bitterman Projects, ma Poole viene gravemente ferito da un residente.